# Cronis Karakassidis
Cronis Karakassidis  (* 23. Juli 1983 in Villingen-Schwenningen) ist ein deutscher Moderator, Sänger und Schauspieler griechischer Herkunft.

## Leben
Cronis Karakassidis, mit bürgerlichem Namen Polychronis Karakassidis, kam als Sohn griechischer Eltern im südwestdeutschen Villingen-Schwenningen in Baden-Württemberg zur Welt. Dort wuchs er zweisprachig auf; 1999 erreichte er seine griechische Mittlere Reife; parallel dazu absolvierte er 2003 sein Abitur auf dem allgemeinbildenden Gymnasium am Deutenberg. Seit 2006 war er für Griechenland als TV-Moderator tätig. 2009 schloss er sein Studium an der Rheinischen Fachhochschule Köln (RFH-Köln) als Diplom-Medienökonom mit Schwerpunkt dem Management von Medienunternehmen ab. Seine Diplomarbeit behandelte die Vermarktung von Menschenmarken.
2010 nahm er in Griechenland als Sänger und Songwriter an der Casting-Show Greece Got Talent teil; er stellte zwei eigene Singles vor. von Februar 2012 bis August 2014 war er in Köln für die griechischen Privatsender Makedonia TV, Antenna TV, Epsilon TV und Alpha TV als Moderator tätig. Seine Sendungen (Infotainment/Quiz) wurden fast täglich live aus Köln-Ossendorf via Satellit nach Griechenland übertragen. Aufgrund seiner Popularität ist er in Griechenland unter dem Kosenamen „Cronis Mas“ („Unser Cronis“) bekannt.
Seit Juli 2014 (Folge 4886) spielt Karakassidis als Nikos Karadimas in der RTL-Fernsehsoap Unter uns eine durchgehende Seriennebenrolle. Er spielt einen griechischen Bäcker in der Konditorei Weigel, der sich aktiv im Tierschutz engagiert.
Cronis Karakassidis arbeitet neben seiner Tätigkeit als Moderator und Schauspieler außerdem einige Tage in der Woche als Verkäufer für Schuhe und Handtaschen im einzigen Accessoire-Store Deutschlands des Luxus-Labels Guess im Rhein-Center Köln im Kölner Stadtteil Weiden.
Im März 2016 nahm Karakassidis als Teilnehmer am Casting für die Musik-Show Deutschland sucht den Superstar teil; er erreichte den Recall.
Karakassidis lebt in Köln.

## Filmografie
- 2014–2019: Unter uns